# Семёнов, Дмитрий Юрьевич
Дмитрий Юрьевич Семёнов  (род. 14 апреля 1980, с. Рогатая Балка, Петровский район, Ставропольский край, РСФСР, СССР) — российский муниципальный и политический деятель, экономист. Первый заместитель главы города Ставрополя с 19 июня 2020 года.
Председатель Попечительского совета Ставропольского филиала МПГУ.
Временно исполняющий обязанности главы Ставрополя с 11 мая по 11 июня 2020. Глава администрации Промышленного района Ставрополя с 27 декабря 2012 по 19 июня 2020.

## Биография
Родился 14 апреля 1980 в селе Рогатая Балка Петровского района Ставропольского края, в семье военнослужащего.

### Образование
В 1995 поступил в Ставропольский кооперативный техникум экономики, коммерции и права на специальность «Бухгалтерский учёт и финансы».
После окончания техникума, в 1998 поступил в Ставропольскую сельскохозяйственную академию на специальность «Финансы и кредит».
Окончил Московский педагогический государственный университет по специальностям «Государственное и муниципальное управление» и «Юриспруденция».
В феврале 2007 прошёл курсы повышения квалификации в Академии бизнеса и управления собственностью по направлению «Строительство зданий и сооружений».

### Трудовая деятельность
С 2001 по 2006 — бухгалтер в МУП «ЖЭУ—10».
С 2006 по февраль 2007 — заместитель управляющего ООО «Управляющая компания—7».
С 2008 по 2011 — заместитель директора в управляющих компаниях.
С февраля по июль 2011 — заместитель генерального директора ООО «Проминтер».
С 20 июля по 13 декабря 2011 — исполняющий обязанности директора МУП ЖКХ «Коммунальник» Промышленного района Ставрополя.
С 14 декабря 2011 по 10 августа 2012 — заместитель главы администрации Промышленного района Ставрополя.
С 10 августа по 27 декабря 2012 — первый заместитель главы администрации Промышленного района Ставрополя, одновременно с 13 августа 2012 — исполняющий обязанности главы администрации Промышленного района Ставрополя.
С 27 декабря 2012 по 11 мая 2020 — глава администрации Промышленного района Ставрополя.
Является главой Попечительского совета Ставропольского филиала МПГУ.
С 11 мая по 11 июня 2020 года являлся временно исполняющим обязанности мэра Ставрополя после смерти предыдущего мэра города Андрея Джатдоева.
25 мая 2020 года конкурсная комиссия по отбору кандидатур на должность главы города Ставрополя завершила прием документов от кандидатов на должность главы города, всего 12 кандидатов. Конкурс прошёл 11 июня 2020 года, главой города избран Иван Ульянченко.
19 июня 2020 года назначен первым заместителем главы города Ставрополя.